# Cunegonda d'Austria
Cunegonda d'Austria, arciduchessa d'Austria (Wiener Neustadt, 16 marzo 1465 – Monaco di Baviera, 6 agosto 1520), era un membro della Casa d'Asburgo.

## Biografia
Era la quarta dei cinque figli di Federico V d'Asburgo (futuro imperatore Federico III), e di sua moglie, la principessa Eleonora d'Aviz. Tuttavia, solo lei e il suo fratello maggiore Massimiliano sono sopravvissuti fino all'età adulta. Federico incolpava sua madre per la morte dei suoi fratelli maggiori, dicendo che aveva dato loro troppo cibo dolce portoghese. Quando Cunegonda si ammalò, Federico si precipitò nelle stanze della moglie, prese la bambina dalla culla e la trasferì nella sua camera da letto, sottraendola alle presunte cure dannose della madre. Eleonora si ammalò rapidamente. Non è noto se madre e figlia si siano mai riviste prima della sua morte.
È cresciuta a Wiener Neustadt e a Graz, dove crebbe in un'atmosfera informale e aperta, senza una rigida etichetta di corte. Contrariamente alla precedente etichetta, ha imparato non solo a leggere, scrivere e ricamare, ma anche a ricevere lezioni di equitazione e caccia, astronomia e matematica.
La famiglia aveva lasciato la residenza imperiale dell'Hofburg dopo lunghe liti con il fratello minore di Federico, l'arciduca Alberto VI. Sebbene Alberto fosse improvvisamente morto nel 1463 e l'imperatore proclamò la pace generale di Landfrieden, le ostilità armate nelle terre austriache continuarono.

## Matrimonio
Come la maggior parte delle figlie delle famiglie reali, sin dai suoi primi anni Cunegonda fu coinvolta negli intrighi politici del suo tempo. Nel 1470 il re ungherese Mattia Corvino ne chiese la mano; tuttavia l'imperatore Federico, rivale per la Corona di Santo Stefano e anche per le Terre della Corona Boema, rifiutò. Poiché sua madre era morta nel 1467, Cunegonda fece la sua presentazione formale al fianco di suo padre all'età di quindici anni, nel 1480, durante la visita del duca Giorgio di Baviera, detto "il Ricco", alla corte di Vienna. Giorgio fu solennemente infeudato con la tenuta imperiale di Bavaria-Landshut e dopo i festeggiamenti Cunegonda fu inviata da Ulrich III von Graben a Graz per la sua sicurezza; tuttavia, dopo aver scoperto un complotto contro l'imperatore, si trasferì a Linz e mandò Cunegonda alla corte tirolese di Innsbruck con l'arciduca Sigismondo d'Austria.
A Innsbruck, Cunegonda incontrò il cugino del duca Giorgio, Alberto IV, allora sovrano di Baviera-Monaco e di circa 18 anni più anziano di lei, che sposò il 2 gennaio 1487. Suo padre aveva inizialmente dato il suo consenso, tuttavia, quando le forze di Alberto occuparono la città imperiale di Ratisbona, cambiò idea. La coppia si sposò nella residenza deell'Hofburg di Innsbruck, contro la volontà del padre di Cunegonda. Suo fratello Massimiliano ha mediato tra lei e l'imperatore; è stato in grado di prevenire un divieto imperiale.
La coppia ebbe otto figli:
1. Sidonia (1 maggio 1488-27 marzo 1505)
2. Sibilla (16 giugno 1489-18 aprile 1519), sposò Ludovico V del Palatinato;
3. Sabina (24 aprile 1492-30 aprile 1564), sposò Ulrico di Württemberg;
4. Guglielmo IV di Baviera (13 novembre 1493-7 marzo 1550);
5. Ludovico X di Baviera (18 settembre 1495- 22 aprile 1545);
6. Susanna (1499-1500);
7. Ernesto, amministratore apostolico dell'arcidiocesi di Salisburgo (1540-1554);
8. Susanna (2 aprile 1502-23 aprile 1543), sposò in prime nozze Casimiro e in seconde nozze Ottone Enrico del Palatinato.

### Duchessa di Baviera-Monaco
Cunegonda seguì il marito in Baviera e servì come reggente congiunto per il figlio maggiore Guglielmo IV. Nonostante le sue dimissioni dalla corte imperiale, cercò di influenzare la politica dello stato agendo a favore dei diritti dei suoi figli minori. Rimase in stretto contatto con suo fratello, l'imperatore Massimiliano I, e con altri governanti e parenti in Europa.
Dopo la morte di Alberto nel 1508 si ritirò quindi nel convento di Püttrich, dove morì nel 1520.
Era una donna molto pia e capace di esercitare influenza su suo fratello in questioni religiose. Nel 1509, forte dell'influenza di Cunegonda e dei domenicani di Colonia, l'agitatore antiebraico Johannes Pfefferkornfu, autorizzato da Massimiliano, confiscò tutti i libri ebraici offensivi (inclusi i libri di preghiera), ad eccezione della Bibbia. Le confische avvennero avvenute a Francoforte, Bingen, Magonza e altre città tedesche. In risposta all'ordine, l'arcivescovo di Magonza, il consiglio comunale di Francoforte e vari principi tedeschi cercarono di intervenire in difesa degli ebrei. Massimiliano ordinò quindi la restituzione dei libri confiscati. Il 23 maggio 1510, però, influenzato da una presunta "profanazione dell'ostia" e diffamazione di sangue nel Brandeburgo, nonché dalle pressioni di Cunegonda, ordinò la creazione di una commissione investigativa e chiese pareri di esperti alle università e agli studiosi tedeschi. L'eminente umanista Johannes Reuchlin ha sostenuto con forza in difesa dei libri ebraici, in particolare il Talmud.
Nel 1512 smascherò la frode dell'autoproclamatasi santa Anna Laminit (1480-1518) di Augusta, che per decenni aveva ingannato la popolazione e si era arricchita sfruttando la sua fama di "santa della fame". Laminit era riuscita ad avvicinare anche lo stesso Massimiliano, che le fece visite personali e fornì vestiti a lei e alla sua domestica. Nel 1503 Laminit ottenne il suo massimo successo nel persuadere Bianca Maria Sforza, seconda moglie di suo fratello, per guidare una processione penitente con i principali funzionari della città, probabilmente la più grande che la città avesse mai visto. Tuttavia, si sparse la voce che alcune persone avessero visto la "santa" mangiare. Cunegonda decise di condurre lei stessa un'indagine. Ha invitato Laminit nel suo monastero. Quando Laminit arrivò il 16 ottobre 1512, fu alloggiata in una stanza degli ospiti, che era stata precedentemente preparata. Non appena la porta fu chiusa a chiave, Laminit aprì i sacchetti di frutta che aveva nascosto sotto il letto. Nonostante Laminit abbia cercato di coprire lo scandalo, il 13 ottobre 1513 Cunegonda chiese una giusta punizione al Consiglio comunale imperiale di Augusta. Il 30 gennaio 1514 Massimiliano decretò personalmente che a Laminit non sarebbe stato permesso di avvicinarsi a lui o alla città. Laminit lasciò quindi con arroganza Augsburg e si trasferì a Friburgo, dove sposò un fabbricante di balestriere vedovo e si affermò come erborista. Dopo che una nuova frode è stata smascherata e una delle sue bevande a base di erbe ha causato la morte di una persona a Friburgo, è stata condannata come strega e giustiziata per annegamento.

## Ascendenza
|                        |                           |                         | Genitori                                   |  |  | Nonni |  |  | Bisnonni               |  |  | Trisnonni            |  |
|                        |                           |                         |                                            |  |  |       |  |  | Leopoldo III d'Asburgo |  |  | Alberto II d'Asburgo |  |
|                        |                           |                         |                                            |  |  |       |  |  | Leopoldo III d'Asburgo |  |  | Alberto II d'Asburgo |  |
|                        |                           | Giovanna di Pfirt       |                                            |  |  |       |  |  | Leopoldo III d'Asburgo |  |  |                      |  |
| Ernesto I d'Asburgo    |                           |                         |                                            |  |  |       |  |  | Leopoldo III d'Asburgo |  |  |                      |  |
|                        |                           | Verde Visconti          | Bernabò Visconti                           |  |  |       |  |  |                        |  |  |                      |  |
|                        |                           | Verde Visconti          | Bernabò Visconti                           |  |  |       |  |  |                        |  |  |                      |  |
|                        |                           | Verde Visconti          | Beatrice Regina della Scala                |  |  |       |  |  |                        |  |  |                      |  |
| Federico III d'Asburgo |                           | Verde Visconti          |                                            |  |  |       |  |  |                        |  |  |                      |  |
|                        |                           | Siemowit IV di Masovia  | Siemowit III di Masovia                    |  |  |       |  |  |                        |  |  |                      |  |
|                        |                           | Siemowit IV di Masovia  | Siemowit III di Masovia                    |  |  |       |  |  |                        |  |  |                      |  |
|                        |                           | Siemowit IV di Masovia  | Eufemia di Opava                           |  |  |       |  |  |                        |  |  |                      |  |
| Cimburga di Masovia    |                           | Siemowit IV di Masovia  |                                            |  |  |       |  |  |                        |  |  |                      |  |
|                        |                           | Alessandra di Lituania  | Algirdas di Lituania                       |  |  |       |  |  |                        |  |  |                      |  |
|                        |                           | Alessandra di Lituania  | Algirdas di Lituania                       |  |  |       |  |  |                        |  |  |                      |  |
|                        |                           | Alessandra di Lituania  | Uliana di Tver'                            |  |  |       |  |  |                        |  |  |                      |  |
| Cunegonda d'Austria    |                           | Alessandra di Lituania  |                                            |  |  |       |  |  |                        |  |  |                      |  |
|                        | Giovanni I del Portogallo | Pietro I del Portogallo |                                            |  |  |       |  |  |                        |  |  |                      |  |
|                        | Giovanni I del Portogallo | Pietro I del Portogallo |                                            |  |  |       |  |  |                        |  |  |                      |  |
|                        | Giovanni I del Portogallo | Teresa Lourenço         |                                            |  |  |       |  |  |                        |  |  |                      |  |
| Edoardo del Portogallo | Giovanni I del Portogallo |                         |                                            |  |  |       |  |  |                        |  |  |                      |  |
|                        |                           | Filippa di Lancaster    | Giovanni Plantageneto, I duca di Lancaster |  |  |       |  |  |                        |  |  |                      |  |
|                        |                           | Filippa di Lancaster    | Giovanni Plantageneto, I duca di Lancaster |  |  |       |  |  |                        |  |  |                      |  |
|                        |                           | Filippa di Lancaster    | Bianca di Lancaster                        |  |  |       |  |  |                        |  |  |                      |  |
| Eleonora d'Aviz        |                           | Filippa di Lancaster    |                                            |  |  |       |  |  |                        |  |  |                      |  |
|                        |                           | Ferdinando I d'Aragona  | Giovanni I di Castiglia                    |  |  |       |  |  |                        |  |  |                      |  |
|                        |                           | Ferdinando I d'Aragona  | Giovanni I di Castiglia                    |  |  |       |  |  |                        |  |  |                      |  |
|                        |                           | Ferdinando I d'Aragona  | Eleonora d'Aragona                         |  |  |       |  |  |                        |  |  |                      |  |
| Eleonora di Trastámara |                           | Ferdinando I d'Aragona  |                                            |  |  |       |  |  |                        |  |  |                      |  |
|                        |                           | Eleonora d'Alburquerque | Sancho d'Alburquerque                      |  |  |       |  |  |                        |  |  |                      |  |
|                        |                           | Eleonora d'Alburquerque | Sancho d'Alburquerque                      |  |  |       |  |  |                        |  |  |                      |  |
|                        |                           | Eleonora d'Alburquerque | Beatrice del Portogallo                    |  |  |       |  |  |                        |  |  |                      |  |
|                        |                           | Eleonora d'Alburquerque |                                            |  |  |       |  |  |                        |  |  |                      |  |